# Synchaeta arcifera
Synchaeta arcifera is een raderdiertjessoort uit de familie Synchaetidae. De wetenschappelijke naam van deze soort is voor het eerst geldig gepubliceerd in 1998 door Xu.